# Vanlig näbbmus
Vanlig näbbmus (Sorex araneus) är den vanligaste arten i familjen näbbmöss, och även en av de vanligaste näbbmusen i sitt utbredningsområde. Näbbmusen är insektsätare och är närmre besläktad med äkta insektsätare, som igelkottar och mullvadar, än med möss. IUCN kategoriserar den som livskraftig (LC).

## Utbredning
Vanlig näbbmus återfinns i princip över hela Nord-, Öst- och Centraleuropa förutom på vissa öar som Irland, Island, och några öar i Medelhavet som Sicilien och Korsika. Den förekommer inte heller på iberiska halvön, där den istället ersätts av den spanska näbbmusen. Utbredningsområdet sträcker sig österut till Bajkalsjön och Himalaya. Arten lever i låglandet och i bergstrakter upp till 2500 meter över havet.

## Utseende

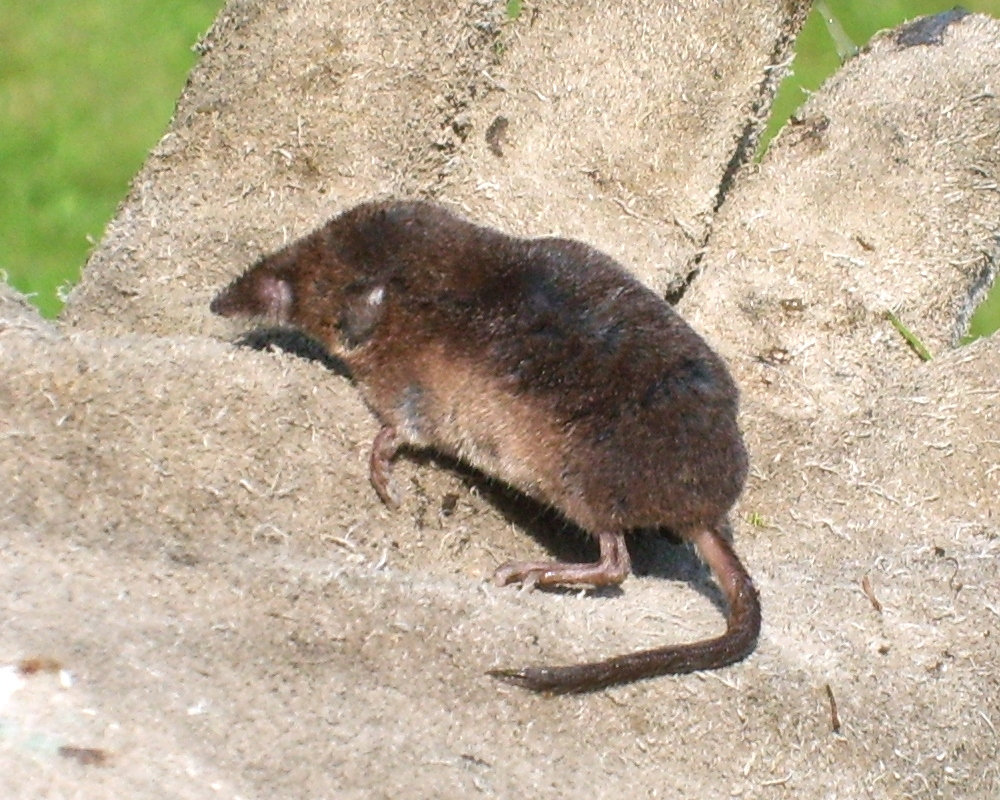
Handhållen död vanlig näbbmus.

Den vanliga näbbmusen är cirka 50–80 mm lång med en svans på cirka 30–55 mm lång. Den väger runt 3,5–15 g. På ryggen är pälsen mörk och ljusare på buken, även svansen visar den tvåfärgning, med en mörk översida och en ljus undersida. Svansen är från början pälstäckt, men individer som övervintrat har ofta pälslös svans, vilken även kan vara förfrusen i spetsen. Tänderna är som hos alla näbbmöss av släktet Sorex tvåfärgade med vit tandbas och rödbruna tandspetsar. Näbbmushanen har den minsta penisen av alla ryggradsdjur, cirka 5 mm lång.[källa behövs]
Den vanliga näbbmusen är den enda däggdjursart för vilken kunnat beläggas att även de celler som inte är könsceller har ett variabelt kromosomantal; hanarna varierar mellan 21 och 27 kromosoner och honorna mellan 20 och 25.[källa behövs]

## Ekologi
Vanlig näbbmus förekommer i många olika sorters biotoper men föredrar blöta skogar och ängar. Den är en god klättrare, och tar sig gärna in i hus för att övervintra. Arten är starkt revirhävdande. Den kan vara aktiv både på dagen och på natten. Födan utgörs huvudsakligen av daggmaskar, insekter och deras larver samt snäckor och ibland även av mindre ryggradsdjur.
Parningstiden infaller mellan april och oktober. De flesta ungarna föds tidigt under våren eller sommaren. Honan kan föda två till fyra kullar per år. Honan får vanligtvis 4 till 7 ungar per kull och ungarna är ungefär stora som ärtor och väger bara 0,4 gram. Efter 20 till 22 dagar öppnar ungarna sina ögon för första gången och efter ungefär 30 dagar är de självständiga. De lämnar boet när de är en månad gamla. I naturen blir den vanliga näbbmusen cirka 16 månader gammal.